# Bùi Văn Long
Bùi Văn Long (sinh ngày 10 tháng 10 năm 1988) là một cầu thủ bóng đá Việt Nam hiện đang chơi ở vị trí hậu vệ cánh phải cho câu lạc bộ Hoàng Anh Gia Lai thuộc giải đấu V-League.